# 湖北省红十字会
湖北省红十字会是中国红十字会的地方分会，位于湖北省武汉市武昌区中北路101号楚商大厦11楼。

## 沿革
湖北省红十字会成立于1985年。2001年5月，湖北省红十字会由省卫生厅代管改为省政府分管领导联系，独立自主开展工作。2020年1月，湖北省红十字会明确由省委常委分管。

## 机构设置

### 内设机构
- 办公室
- 赈济救护部
- 组织宣传部
- 监事会工作部（机关党委）
- 筹资项目部

### 直属事业单位
- 中华骨髓库湖北分库
- 备灾救灾中心
- 人体器官捐献管理中心

### 主管社会团体
- 湖北省红十字基金会

## 争议事件

### 新冠病毒疫情中捐赠物资分配事件
2020年1月29日和1月30日，湖北省红十字会公布了第一批次防控2019冠状病毒病疫情捐赠物资使用情况。武汉协和医院（华中科技大学同济医学院附属协和医院）只收到3000个口罩，但另一家非定点医院武汉市仁爱医院收到了捐赠的N95口罩1.6万个。武汉协和医院表示这3000口罩原本是医院科室的朋友通过顺丰快递寄给科室医生个人的，但是包裹到达武汉后被当地红十字会签收，纳入了红十字会的管理。而分配到更多口罩的仁爱医院是不孕不育专科医院，并不参与肺炎病人的接受和治疗工作，被指属于莆田系。
2020年1月31日，湖北省红十字会接受采访时承认存在转不够快、调拨不够及时等问题。同日湖北省红十字会发表关于“N95口罩36000个”接收和使用情况更正说明，将捐赠的“N95口罩36000个”更正为“KN95口罩36000个”，其流向“武汉仁爱医院1.6万、武汉天佑医院1.6万”更正为“武汉仁爱医院1.8万个、武汉天佑医院1.8万个”。
2月1日，中国中央电视台新闻新媒体记者探访武汉市红十字会，在试图探访仓库物资分发处时，受到保安阻拦。保安聲稱只准在倉庫外拍攝，並強調是他的「職責」。事件随即引來網民熱議。有其他记者前往采访，发现一男子从武汉红十字会仓库提出一箱3M口罩，放入一辆车牌为鄂A0260W的后备箱，司机称，“领取的物资是给领导配的”。该记者发现，该车为武汉市政府办公厅公务用车，但拨打车门上的监督电话，一直无人接听。鄂A0260W随后登上微博热搜，但随后迅速受到控评。
2月4日，湖北省红十字会专职副会长张钦被免职；党组书记高勤、拟任秘书长陈波受到警告处分。